# Icerya
Icerya Signoret, 1875, è un genere di Insetti fitofagi dell'ordine dei Rhynchota (superfamiglia Coccoidea, famiglia Margarodidae).
Nelle specie del genere Icerya si verifica un singolare meccanismo di determinazione del sesso per assenza del cromosoma sessuale: il maschio è aploide e si origina per partenogenesi da uova non fecondate; la femmina non esiste, ma al suo posto è presente un individuo ermafrodito, detto pseudofemmina, con corredo cromosomico diploide. Le pseudofemmine sono fornite sia di testicoli sia di ovarioli, pertanto sono sessualmente autosufficienti e producono uova autofecondate o non. In caso di fecondazione si forma una pseudofemmina, in caso di mancata fecondazione si forma invece un maschio. Quest'ultimo fenomeno è detto partenogenesi aploide o arrenotochia.
Le pseudofemmine hanno i caratteri morfologici tipici delle femmine delle cocciniglie e sono perciò attere e neoteniche. Il corpo si prolunga posteriormente in un caratteristico ovisacco ceroso in cui si conservano le uova fino alla loro schiusura. Queste cocciniglie hanno pertanto dimensioni apparentemente maggiori di quelle della maggior parte delle cocciniglie. La forma e lo sviluppo dell'ovisacco cambia secondo la specie.
Il genere Icerya è diffuso in tutto il mondo e comprende anche specie d'interesse agrario.

## Specie del genereIcerya
- Icerya aegyptiaca Douglas, 1890
- Icerya albolutea Cockerell, 1898
- Icerya bimaculata De Lotto, 1959
- Icerya brachystegiae Hall, 1940
- Icerya brasiliensis Hempel, 1920
- Icerya callitri Froggatt, 1921
- Icerya chilensis Hempel, 1920
- Icerya colimensis Cockerell, 1902
- Icerya flava Hempel, 1920
- Icerya flocculosa Hempel, 1932
- Icerya formicarum Newstead, 1897
- Icerya genistae Hempel, 1912
- Icerya hanoiensis Jashenko & Danzig, 1992
- Icerya imperatae Rao, 1951
- Icerya insulans Hempel, 1923
- Icerya koebelei Maskell, 1892
- Icerya leuderwaldti Hempel, 1918
- Icerya littoralis mimosae Cockerell, 1902
- Icerya littoralis tonilensis Cockerell, 1902
- Icerya littoralis Cockerell, 1898
- Icerya longisetosa Newstead, 1911
- Icerya maxima Newstead, 1915
- Icerya maynei Vayssiere, 1926
- Icerya menoni Rao, 1951
- Icerya minima Morrison, 1919
- Icerya minor Green, 1908
- Icerya montserratensis Green, 1890
- Icerya morrisoni Rao, 1951
- Icerya nigroareolata Newstead, 1917
- Icerya palmeri Green, 1890
- Icerya paulista Hempel, 1920
- Icerya pilosa Green, 1896
- Icerya pulchra Leonardi, 1907
- Icerya purchasi citriperda Hempel, 1920
- Icerya purchasi crawii Cockerell, 1897
- Icerya purchasi maskelli Cockerell, 1897
- Icerya purchasi Maskell, 1878
- Icerya rileyi Cockerell, 1896
- Icerya schoutedeni Vayssiere, 1926
- Icerya schrottkyi Hempel, 1900
- Icerya seychellarum Westwood, 1855
- Icerya seychellarum cristata Newstead, 1909
- Icerya similis Morrison, 1923
- Icerya splendida Lindinger, 1913
- Icerya subandina Leonardi, 1911
- Icerya sulfurea pattersoni Newstead, 1917
- Icerya sulfurea Lindinger, 1913
- Icerya sumatrana Rao, 1951
- Icerya taunayi Hempel, 1920
- Icerya travancorensis Rao, 1951
- Icerya tremae Vayssiere, 1926
- Icerya zeteki Cockerell, 1914
- Icerya zimmermani Green, 1932